# Calm Before the Storm (Venom)
Calm Before the Storm è il quinto album registrato e pubblicato dai Venom, nel 1987. Si tratta del primo album dopo la dipartita del chitarrista Jeffrey "Mantas" Dunn e dell'ultimo in cui compare il leader Conrad "Cronos" Lant (prima del suo ritorno nella band nel 1995).

## Tracce
1. Black Xmas - 2:58
2. The Chanting Of The Priests - 4:25
3. Metal Punk - 3:25
4. Under A Spell - 4:10
5. Calm Before The Storm - 4:15
6. Fire - 2:43
7. Krackin' Up - 2:15
8. Beauty And The Beast - 3:50
9. Deadline - 3:17
10. Gypsy - 2:26
11. Muscle - 2:44

## Formazione
- Conrad "Cronos" Lant - basso, voce
- Mike "Mykus" Hickey - chitarra
- James Clare - chitarra
- Tony "Abaddon" Bray - batteria